# 전문사관
전문사관(專門士官)은 전문적인 지식이나 기술을 가지고 임관하여 전투병과가 아닌 특수병과에서 복무하는 장교들이다.
- 육군사관학교, 해군사관학교, 공군사관학교, 육군제3사관학교 등 사관학교와 육군학생군사학교(학군사관, 학사사관, 간부사관) 에서는 전투병과의 장교를 주로 양성한다.
  - 따라서 특수한 지식이나 기술을 가지고 입대하는 장교들은 거의 없고, 간혹 육군사관학교에서 위탁교육을 통하여 일부 육군사관학교생도를 군의사관으로 양성하는 정도이다.

- 대부분의 전문사관은 대학교와 대학원을 졸업한 병역미필자들로 충당된다. 이들의 의무복무기간은 모두 3년이며, 이후 거의 전역하나 전산사관, 간호사관, 군악사관, 군의사관, 군법무관, 군종사관(군종장교), 수의사관 중 일부는 장기복무를 신청한다.

- 간호사관은 남성, 여성 모두 복무가 가능하며 4년제 대학교 간호학과를 졸업한 후에 지원가능하다.
  - 국군간호사관학교도 남성, 여성 모두 지원 가능하다.

- 군은 학군사관 등 20개에 이르는 장교 양성 과정을 통폐합해 8개로 줄이는 방안을 국방개혁기본계획에 포함시켰다. 이 방안에 따르면 군의사관, 법무사관, 군종사관, 교수사관, 통역사관 등 특수 직역의 간부를 선발하는 11개 특수사관 선발 과정은 '전문사관'으로 통합된다.[2]

- 한편 2011년 군의사관은 대략 의과 4,461명, 치과 444명, 한의과 292명, 총 5,197명이다.
- 군종사관은 육군 64명, 해군 13명, 공군 26명, 총 103명이다.[3]
- 법무사관 수는 육군 230명, 해군 48명, 공군 68명, 총 316명이다.

## 훈련과 임관
- 군번은 장교 중 가장 낮은 군번이 부여되며 2012년 기준 '12-20001'부터 부여된다.
- 전문사관은 각각의 해당되는 과정의 조건을 갖춘 자원들로 선발된다. 훈련은 2012년부터 육군학생군사학교에서 실시되며 학사사관과 비슷한 훈련을 받지만 그 기간은 더 짧고 내용 또한 축소되어 실시된다.[4]
  - 법무사관, 군의사관, 수의사관, 군종사관을 제외한 전문사관은 가입교 1주 + 군인화 5주 + 신분화 2주로, 가입교 주를 제외하고 총 7주의 교육을 진행하며 직무보수교육은 임관 후 각 병과학교에서 6~12주간 추가로 진행된다.
  - 법무사관은 가입교 0.5주 + 군인화 5주 + 신분화 4주로, 가입교 주를 제외하고 총 9주의 교육을 진행하며 직무보수교육은 신분화 4주 중 2주에 포함되어 있다.
  - 군종사관은 가입교 0.5주 + 군인화 5주 + 장교화 5주로, 가입교 주를 제외하고 총 10주의 교육을 진행하며 직무보수교육은 장교화 5주 중 2주에 포함되어 있다.
  - 군의사관은 가입교 0.5주 + 군인화 5주 + 신분화 1.5주로, 가입교 주를 제외하고 총 6.5주의 교육을 진행하며 직무보수교육은 임관 후 국군의무학교에서 1.5주간 추가로 진행된다.
    - 학사사관은 가입교 1주 + 군인화 5주 + 신분화 11주로, 가입교 주를 제외하고 총 16주의 교육을 진행하며 직무보수교육은 임관 후 각 병과학교에서 16주간 추가로 진행된다.
    - 간부사관은 가입교 1주 + 군인화 4주 + 신분화 10주로, 가입교 주를 제외하고 총 14주의 교육을 진행하며 직무보수교육은 임관 후 각 병과학교에서 16주간 추가로 진행된다.
- 간호사관은 소위로 임관하여 중위로 전역한다.
- 재정사관은 공인회계사 시험 합격 후 소위로 임관하여 중위로 전역한다. 1년이상 근무경력을 가진 경우 중위로 임관하여 대위로 전역한다. 근무경력은 1년 단위로만 인정된다. 예를 들어, 2년 4개월 근무한 경우 2년 근무경력에 해당되어 중위 2호봉으로 임관한다.
- 교수사관은 소위로 임관하여 중위로 전역한다. 전문사관 과정으로 선발된 교수사관은 장기복무를 할 수 없다.
- 국방과학연구소박사는 대위로 임관하여 그대로 전역한다.
- 군악사관은 소위로 임관하여 중위로 전역한다.
- 군의사관 및 치의사관은 중위로 임관하여 대위로 전역한다.
  - 군의사관과 치의사관 중 임상경력이 3년 이상이거나 레지던트를 수료한 경우는 대위로 임관하여 그대로 전역하며, 전문의로서 임상 경험이 있거나 석사 이상을 취득한 경우 소령으로 임관하여 그대로 전역한다.
- 군종사관은 중위로 임관하여 대위로 전역하나, 병역을 필하거나 3년 이상의 성직 경력이 있으면 대위로 임관하여 그대로 전역한다.
- 법무사관은 중위로 임관하여 대위로 전역한다.
- 수의사관은 중위로 임관하여 대위로 전역한다.
- 의정사관(醫政. 의공학, 약사, 물리치료, 임상병리으로 나누어 선발)은 소위로 임관하여 중위로 전역한다.
- 전산사관은 소위로 임관하여 중위로 전역한다.
- 통역사관은 소위로 임관하여 중위로 전역한다.

## 전문사관의 종류
- 간호사관 : 간호장교로서 군대 내부에서 간호사의 임무를 담당한다.
- 재정사관 : 군대 내 회계, 경리를 담당하는 전문사관. 공인회계사(CPA) 자격증 소지자로 충당된다.
- 교수사관 : 육군사관학교, 육군제3사관학교, 국군간호사관학교 사관생도들에게 국어, 영어, 스페인어, 경제학, 수학, 통계학, 전자공학, 화학, 토목공학, 컴퓨터공학(정보과학), 역사학, 정치학, 무기공학, 체육학 등을 강의하는 전문사관.
- 국방과학연구소(ADD) 박사사관 : 기계공학(제어), 전자공학(신호처리, 초고주파)
- 군악사관 : 군악대의 지휘, 교육을 담당하는 전문사관. 음악대학 학사 이상으로 충당된다.
- 군의사관, 치의사관 : 군의관으로 군대 내부에서 의사의 임무를 담당한다.
- 군종사관 : 군부대 내의 교회나 성당, 법당등에서 목사나 신부 또는 스님등으로 임관하여 종교활동을 지도하는 전문사관.
- 법무사관 : 군대에서 법률을 집행하거나 군사관련 법률 관련 분야의 행정직을 담당하는 전문사관. 주로 외국 변호사 자격증 소지자들로 충당된다.
- 변리사관 : 전문사관 13기부터는 변리사관을 선발하게 된다.
- 수의사관 : 군수의관으로 군견, 군마 등 군대에서 사용하는 가축을 치료한다.
- 의정사관 : 약사, 물리치료, 병원행정 등, 군의관과 간호장교 이외 분야를 담당하는 전문사관.
- 전산사관 : 전산 관련 전문 분야를 담당하는 전문사관. 컴퓨터공학 등 전산 분야의 학사 학위 이상 소지자들로 충당된다.
- 통역사관 : 주로 영어를 전문으로 주한미군의  장군 및 기타 영어의 통역을 담당하는 전문사관.

## 임관종합평가
- 각군 양성과정의 전 장교와 부사관 후보생을 대상으로 실시되는 임관종합평가는, 전문사관에는 해당되지 않는다.  이는 훈육목표와 중점이 전투병과의 장교와는 다르기 때문이다.[5]
  - 학군사관, 학사사관, 간부사관을 대상으로 진행되는 '일반과정'의 훈육목표는 '올바른 가치관과 지휘력을 갖춘 장교 양성'이며 중점은 다음과 같다.
    - 장교로서 올바른 가치관과 품성 배양
    - 군인기본자세 확립
    - 부하를 능가하는 강인한 체력 배양
    - 리더십 배양 (자신감 넘치는 전투지휘자 육성)

  - 전문사관(법무사관, 군의사관, 군종사관 등)을 대상으로 진행되는 '특수과정'의 훈육목표는 '장교의 기본소양과 직무수행능력을 겸비한 장교 육성'이며 중점은 다음과 같다.
    - 장교 기본소양 구비
    - 확고한 정신무장
    - 기본 전투수행능력 구비
    - 병과 직무수행능력 구비